# Caria mantinea
Caria mantinea är en fjärilsart som beskrevs av Felder 1861. Caria mantinea ingår i släktet Caria och familjen Riodinidae. Inga underarter finns listade i Catalogue of Life.

## Bildgalleri

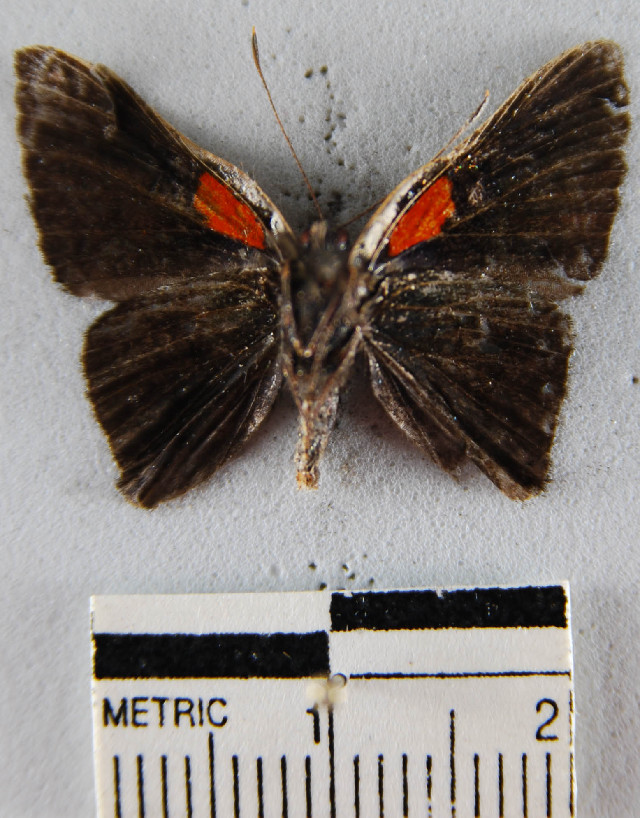
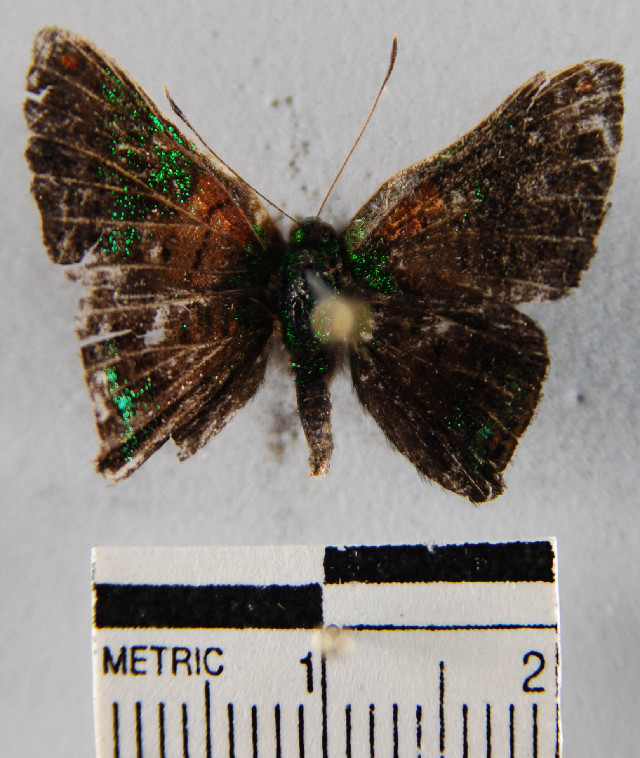